# Helena Cronin
Helena Cronin é uma psicóloga evolucionista. 
Feminista, Cronin desenvolve pesquisas na área de evolução. É autora do livro "A formiga e o pavão".